# Fabrizio Casazza
Fabrizio Casazza (Gênova, 16 de junho de 1970) é um ex-futebolista italiano.